# Calle Tinte
La calle del Tinte o calle Tinte es una céntrica calle de la ciudad española de Albacete que discurre entre Villacerrada y la plaza de Carretas.

## Historia
Su nombre procede de un establecimiento de tintorería que había en el lugar en el siglo XVI. En el mismo siglo se levantó la Posada del Rosario al comienzo de la vía, frente a Villacerrada, sede de la Academia de Medicina de Castilla-La Mancha.

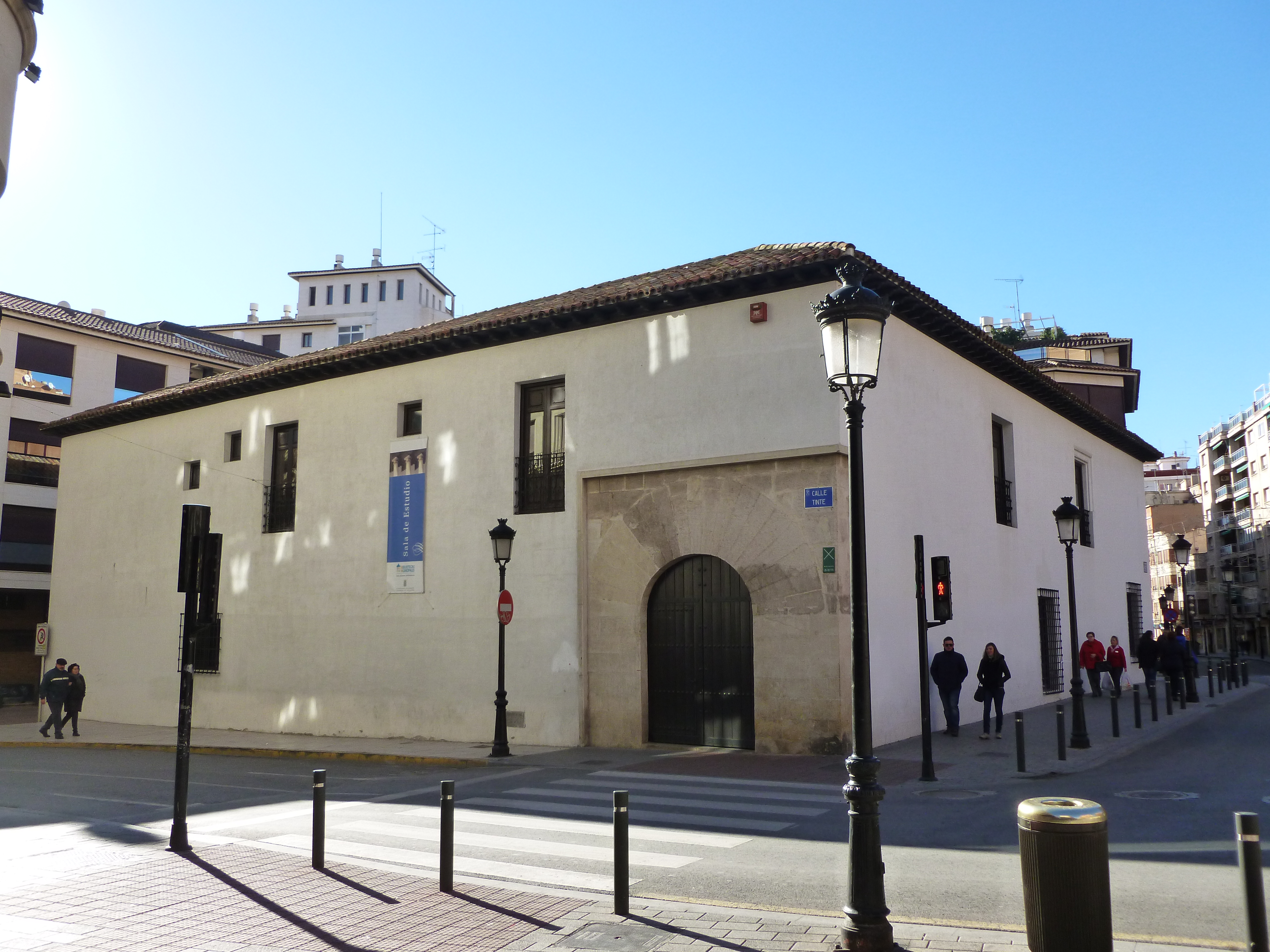
Posada del Rosario (siglo), al comienzo de la vía, frente a Villacerrada

En 1920 fue proyectado el edificio BBVA por Julio Carrilero y Manuel Muñoz en el cruce con la calle Ancha. Una de sus más emblemáticas edificaciones, el Pasaje de Lodares, fue proyectada en 1925 por el arquitecto Buenaventura Ferrando Castells a imagen y semejanza de las galerías italianas, que la comunica con la calle Mayor. Constituye una de las escasas muestras de este tipo que existen en España.
En 1981 fue inaugurada la iglesia de San José, en la plaza homónima, por el obispo de Albacete, Victorio Oliver Domingo. En 1986 fue inaugurado el Centro Comercial Val General, que tiene acceso por la calle.

## Situación
El calle del Tinte comienza su recorrido en el cruce con la calle del Rosario, a la altura de Villacerrada, y, discurriendo en dirección noroeste-sureste, termina en la plaza de Carretas. La vía atraviesa la calle Ancha, una de las calles más emblemáticas de la ciudad, y se cruza con la calle Tejares, uno de los espacios más importantes de La Zona.